# Constantin Dănulescu
Constantin Dănulescu (n. 1897 – d. secolul al XX-lea) a fost un  medic radiolog, specializat cu o bursă la Paris și om politic român, care a îndeplinit funcția de subsecretar de Stat pe lângă Departamentul Muncii, Sănătății și Ocrotirilor Sociale (9 iulie 1941 - 3 iulie 1943) în guvernul Ion Antonescu (3).
La 6 mai 1946, în așa-numitul Proces al Marii Trădări Naționale au fost „judecați" și condamnați: Ion Antonescu, Mihai Antonescu, Horia Sima, Constantin Pantazi, Constantin Piki Vasiliu, Titus Dragoș, Gheorghe Dobre, Ioan Marinescu, Traian Brăileanu, Dimitrie I. Popescu, Constantin Petrovicescu, Constantin Dănulescu, Constantin Bușilă, Nicolae Mareș, Petre Tomescu, Dimitriuc Vasile, Mihail Sturdza, Ion Protopopescu, Corneliu Georgescu, Constantin Papanace, Vasile Iasinschi, Gheorghe Alexianu, Radu Lecca și Eugen Cristescu.

## Decorații
- Ordinul „Coroana României” în gradul de Mare Ofițer (7 noiembrie 1941)[4]